# لیتل ولنتهم
لیتل ولنتهم (به انگلیسی: Little Whelnetham) یک روستا و محله مدنی در بریتانیا است که در St Edmundsbury واقع شده‌است. لیتل ولنتهم ۱۸۰ نفر جمعیت دارد.